# Parceiragens
Parceiragens é o sétimo álbum de estúdio do cantor e compositor Carlinhos Veiga. Lançado de forma independente nas plataformas em 2014, a obra foi produzida por Thiago Pinheiro e co-produção de Carlinhos.
Caracterizado por ser o primeiro álbum em que Carlinhos grava através de um financiamento coletivo, também traz Veiga como autor das músicas juntamente a vários outros poetas. Nos vocais, o intérprete trouxe outros cantores, como Pedro Martins, Juninho Ferreira, Pedro Vasconcellos, Kalley Seraine, Sandra Vargas, Dudu Sete Cordas, Dido Mariano, Renato Galvão, Felix Junior, Leonel Laterza e Marcio Lucena.

## Faixas
1. "Poética"
2. "Chuva no Cerrado"
3. "Casa dos Meus Sonhos"
4. "Vento Alado"
5. "Pai Chão"
6. "Caminho Estrelar"
7. "Identidade"
8. "Um Mesmo Caminho"
9. "Ouro Preto"
10. "Floração"
11. "Domingo"
12. "Rastapé"